# Пакулька
Пакулька (укр. Пакулька) — река, протекающая в Черниговском районе Черниговской области Украины, левый приток реки Днепр. Несёт свои воды в Днепр из заболоченной полосы западного региона Черниговской области.
Длина реки 45 км, а площадь её бассейна — 253 км².
Исток реки расположен около села Антоновичи. Далее река протекает возле сёл Плёхов, Скугари и Борки, далее по территориям сёл Малейки и Ведильцы, затем рядом с селом Линея, потом по территории сёл Пакуль, Папирня, Пыльня, далее на берегу реки расположены сёла Завод и Рудня, потом река протекает по территории села Пустынки, после чего течёт вдоль течения Днепра, пока не вольётся в него. Есть притока Ведилка.
Река и её пойма занята заказниками Ведильцивским — два участка в среднем и верхнем течении правый берег (до и после села Ведильцы) — и Руднянским — в нижнем течении правый берег (между сёлами Пакулька и Рудня).